# Hirokazu Ninomiya
Hirokazu Ninomiya (Prefettura di Hyōgo, 22 novembre 1917 – Minato, 7 marzo 2000) è stato un allenatore di calcio e calciatore giapponese, di ruolo attaccante.

## Statistiche

### Cronologia presenze e reti in nazionale
| Cronologia completa delle presenze e delle reti in nazionale ― Giappone | Cronologia completa delle presenze e delle reti in nazionale ― Giappone | Cronologia completa delle presenze e delle reti in nazionale ― Giappone | Cronologia completa delle presenze e delle reti in nazionale ― Giappone | Cronologia completa delle presenze e delle reti in nazionale ― Giappone | Cronologia completa delle presenze e delle reti in nazionale ― Giappone | Cronologia completa delle presenze e delle reti in nazionale ― Giappone | Cronologia completa delle presenze e delle reti in nazionale ― Giappone |
| Data                                                                    | Città                                                                   | In casa                                                                 | Risultato                                                               | Ospiti                                                                  | Competizione                                                            | Reti                                                                    | Note                                                                    |
| ----------------------------------------------------------------------- | ----------------------------------------------------------------------- | ----------------------------------------------------------------------- | ----------------------------------------------------------------------- | ----------------------------------------------------------------------- | ----------------------------------------------------------------------- | ----------------------------------------------------------------------- | ----------------------------------------------------------------------- |
| 16-6-1940                                                               | Nishinomiya                                                             | Giappone                                                                | 1 – 0                                                                   | Filippine                                                               | Amichevole                                                              | -                                                                       |                                                                         |
| 7-3-1951                                                                | Nuova Delhi                                                             | Iran                                                                    | 0 – 0                                                                   | Giappone                                                                | Giochi asiatici 1951                                                    | -                                                                       |                                                                         |
| 8-3-1951                                                                | Nuova Delhi                                                             | Iran                                                                    | 3 – 2                                                                   | Giappone                                                                | Giochi asiatici 1951                                                    | 1                                                                       |                                                                         |
| 7-3-1954                                                                | Tokyo                                                                   | Giappone                                                                | 1 – 5                                                                   | Corea del Sud                                                           | Qual. Mondiali 1954                                                     | -                                                                       |                                                                         |
| 1-5-1954                                                                | Manila                                                                  | Indonesia                                                               | 5 – 3                                                                   | Giappone                                                                | Giochi asiatici 1954                                                    | -                                                                       | 41’                                                                     |
| 3-5-1954                                                                | Manila                                                                  | India                                                                   | 3 – 2                                                                   | Giappone                                                                | Giochi asiatici 1954                                                    | -                                                                       |                                                                         |
| Totale                                                                  |                                                                         | Presenze                                                                | 6                                                                       |                                                                         | Reti                                                                    | 1                                                                       |                                                                         |

## Palmarès

### Giocatore

#### Competizioni nazionali
- Coppa dell'Imperatore: 1

Keiō Gijuku Daigaku: 1937